# 邁克·特魯科
邁克·特魯科（英語：Edward Michael Trucco，1970年6月22日—）是美國的一位演員。他最著名的角色是在太空堡垒卡拉狄加中飾演Samuel T. Anders角色，以及在尋媽記中飾演Nick Podarutti角色。他也是一位吉他手。